# Ross Browner
Ross Dean Browner (Warren, 22 marzo 1954 – Nashville, 4 gennaio 2022) è stato un giocatore di football americano statunitense che ha militato nel ruolo di defensive end nella National Football League (NFL).

## Carriera
Browner al college giocò a football a Notre Dame, venendo premiato per due volte come All-American. Fu scelto dai Cincinnati Bengals come ottavo assoluto nel Draft NFL 1978. Nella sua prima stagione fu premiato come miglior giocatore della squadra e inserito nella formazione ideale dei rookie dalla Pro Football Writers of America. Nella stagione 1981 stabilì un record del Super Bowl per il maggior numero di tackle per un defensive lineman nel Super Bowl XVI. Nel 1985 passò agli Houston Gamblers della United States Football League ma fece ritorno ai Bengals quella stessa stagione. Disputò un'ultima stagione nel 1987 con i Green Bay Packers prima di ritirarsi.

## Palmarès

### Franchigia
- American Football Conference Championship: 1

Cincinnati Bengals: 1981

### Individuale
- PFWA All-Rookie Team - 1978
- Outland Trophy - 1976
- Maxwell Award - 1977
- Lombardi Award - 1977
- College Football Hall of Fame

## Famiglia
Browner era il padre dell'ex offensive tackle dei Pittsburgh Steelers Max Starks e dell'ex giocatore della University of Arizona Rylan Browner. I fratelli di Ross, Jimmie, Keith e Joey hanno giocato tutti nella NFL. Il nipote, Keith Browner Jr., ha militato negli Houston Texans.